# 立川志の太郎
立川 志の太郎（たてかわ しのたろう、1985年（昭和60年）6月15日 - ）は、埼玉県ふじみ野市（旧・上福岡市）出身の落語家。本名は小川 輝（おがわ あきら）。血液型：B型。落語立川流・立川志の輔門下6番弟子の二ツ目
。出囃子は「末廣狩」、紋は丸に左三階松。

## 略歴
1985年生まれ。埼玉県ふじみ野市出身。日本大学経済学部を卒業。
22歳の時に立川志の輔の落語に出会い、落語の面白さ・凄さに気づく。以来、都内近郊での志の輔の独演会に足しげく通う中、「志の輔らくご in PARCO」での「中村仲蔵」を見て入門を決意。
2010年4月、志の輔に入門。前座名「志の太郎」。志の輔門下6番弟子。
同年10月、てるてる亭（富山県富山市）での「志の輔のこころみ」にて初高座「つる」。
2015年4月、二ツ目に昇進。
同年7月より要町のアトリエ第七秘密基地（東京都豊島区）にて自主公演「肝心要の落語会」をほぼ毎月開催。BGMや照明にまでこだわりが感じられる会となっている。
2016年9月池袋シアターグリーンBox in Box Theaterにて「一年発起落語会」開催。同年の池袋演劇祭特別参加。
古典落語を中心に、身近な話題をテーマにした新作落語も意欲的に創作している。
なお地元ふじみ野市に隣接する自治体を引き合いに出し度々SNS上で地元の文化事業について発信している。

## 出演

### インターネット放送
- 『浅草女子飲み46』 Season3 #12（2018年12月20日　FRESH!）- ゲスト出演

### テレビドラマ
- 日曜プライム「法医学教室の事件ファイル47」（2020年5月24日 テレビ朝日） - 北野係長

### 映画
- タイムマシンガール（2025年1月25日） - 安野時夫 役[8]

### ナレーション
- 『はじめてのおつかい』（2017年～、日本テレビ）